# Erin Doherty
Erin Rachel Doherty (Crawley, 16 luglio 1992) è un'attrice britannica.

## Biografia
Nata nel Sussex da genitori irlandesi, Erin Doherty ha studiato alla Guildford School of Acting e la scuola di recitazione del Bristol Old Vic.
Ha fatto il suo debutto sul piccolo schermo nel 2017 nella serie TV della BBC L'amore e la vita - Call the Midwife, mentre l'anno successivo ha interpretato Fabienne nella miniserie I miserabili. È nota soprattutto per aver interpretato la principessa Anna nella terza e nella quarta stagione di The Crown, per cui ha vinto il Screen Actors Guild Award per il miglior cast in una serie drammatica nel 2020 e nel 2021. Nel 2023 ha fatto il suo debutto cinematografico interpretando Anne Askew nel film L'ultima regina - Firebrand, mentre nel 2025 è la protagonista della serie A Thousand Blows accanto a Malachi Kirby e Stephen Graham. Nello stesso anno ha interpretato la psicologa pediatrica Briony Ariston nella miniserie di Netflix Adolescence.
Doherty è dichiaratamente lesbica.

## Filmografia

### Cinema
- L'ultima regina - Firebrand (Firebrand), regia di Karim Aïnouz (2023)

### Televisione
- L'amore e la vita - Call the Midwife (Call the Midwife) – serie TV, episodio 6x02 (2017)
- I miserabili (Les Misérables), regia di Tom Shankland – miniserie TV, puntate 2-3 (2018)
- The Crown – serie TV, 16 episodi (2019-2020)
- Chloe - Le maschere della verità (Chloe), regia di Alice Seabright e Amanda Boyle – miniserie TV (2022)
- A Thousand Blows – serie TV, 6 episodi (2025)
- Adolescence, regia di Philip Barantini – miniserie TV, puntata 3 (2025)

## Teatro (parziale)
- Lo zoo di vetro di Tennessee Williams, regia di Ellen McDougall. Liverpool Playhouse di Liverpool (2015)
- Wish List di Katherine Soper, regia di Matthew Xia. Royal Exchange di Manchester (2016), Royal Court Theatre di Londra (2017)
- Lights Out di Stacey Gregg. Royal Court Theatre di Londra (2017)
- Junkyard colonna sonora di Stephen Warbeck, libretto di Jaxk Thorne, regia di Jeremy Herrin. Headlong di Bristol (2017)
- A Christmas Carol di Jack Thorne, regia di Matthew Warchus. Old Vic di Londra (2017)
- My Name is Rachel Corrie di Alan Rickman, regia di Josh Roche. Young Vic di Londra (2017)
- The Divide: Part 1 di Alan Ayckbourn, regia di Annabel Bolton. Old Vic di Londra (2018)
- The Divide: Part 2 di Alan Ayckbourn, regia di Annabel Bolton. Old Vic di Londra (2018)
- Crave di Sarah Kane, regia di Tinuke Craig. Chichester Theatre Festival di Chichester (2020)
- Il crogiuolo di Arthur Miller, regia di Lyndsey Turner. National Theatre di Londra (2022)

## Doppiatrici italiane
Nelle versioni in italiano delle opere in cui ha recitato, Erin Doherty è stata doppiata da:
- Elisa Giorgio in The Crown, Adolescence
- Valentina Favazza in Chloe - Le maschere della verità
- Rossa Caputo in A Thousand Blows
- Gea Riva in L'ultima regina - Firebrand